# Distaal (anatomie)
Distaal is de plaatsaanduiding van een lichaamsonderdeel dat verder van het centrum van het lichaam ligt dan een ander lichaamsdeel. Het tegenovergestelde van distaal is proximaal.

## Voorbeeld
- Het ellebooggewricht ligt distaal van het schoudergewricht.

superior · inferior · anterior · posterior 

craniaal · rostraal · caudaal 

proximaal · distaal 

ventraal · dorsaal · lateraal · mediaal
coronaal · sagittaal · mediaan · transversaal 

nasaal · temporaal · occipitaal 

contralateraal · ipsilateraal · bilateraal · unilateraal 

afferent · efferent